# Transzeurópai közlekedési hálózat
A transzeurópai közlekedési hálózat, vagy röviden csak TEN-T, egy közúti, vasúti, légi és vízi közlekedési hálózat, melynek célja, hogy szolgálja az egész európai kontinens közlekedését. A TEN-T hálózat része egy tágabb rendszernek, a transzeurópai hálózatoknak (TEN), mely tartalmazza a közlekedésen kívül még a távközlési hálózatot (eTEN), az energetikai hálózatot (TEN-E). Az Európai Bizottság 1990-ben fogadta el az első cselekvési tervet a transzeurópai hálózatokról (közlekedés, energia és távközlés).
Az Európai Parlament és a Tanács 1996 júliusában elfogadta a transzeurópai közlekedési hálózat fejlesztésére vonatkozó közösségi iránymutatásokról szóló 1692/96/EK határozatot, amelyben az európai közlekedési infrastruktúra legjelentősebb elemeit transzeurópai közlekedési hálózatként definiálta. Ezt 2010 nyarán a 661/2010/EU határozat váltotta fel.

## A transzeurópai közlekedési hálózatok listája
A transzeurópai közlekedési hálózat az alábbi elemekből áll:
- közúthálózat
- vasúthálózat, mely tartalmazza a nagysebességű vasút-hálózatot és a transzeurópai hagyományos vasúthálózatot
- belvízi hajóúthálózat és belvízi kikötők
- tengeri kikötők, amely tartalmazza az ún. tengeri autópályákat is
- repülőterek
- kombinált árufuvarozási hálózat
- hajózásirányítási és információs hálózat
- légi forgalomirányítási szolgálat, amely magában foglalja az egységes európai égboltot és a SESAR programot
- helymeghatározási és navigációs hálózat, amely magában foglalja a Galileo programot

## TEN-T kiemelt fontosságú projektek

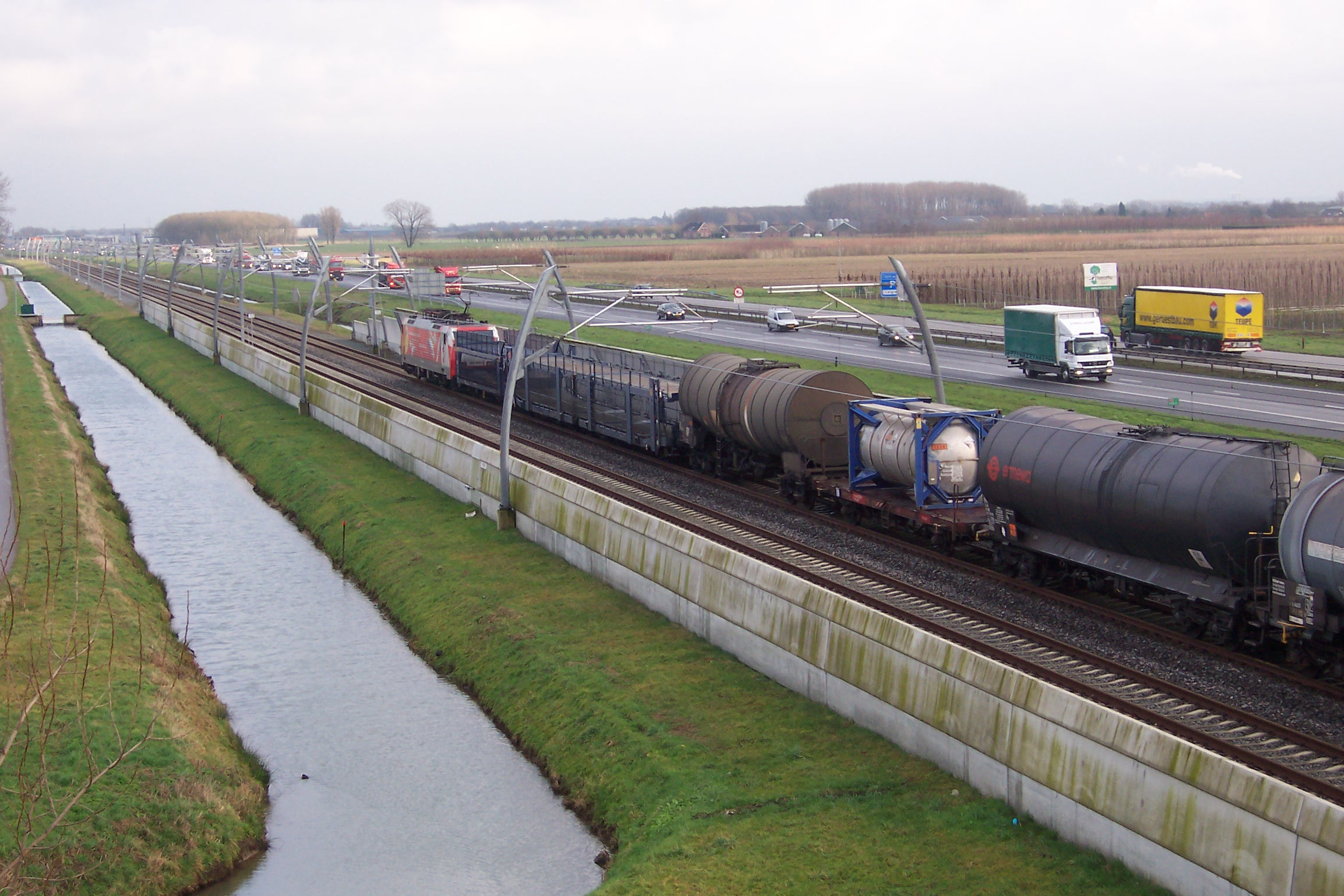
A Rotterdam–Zevenaar-vasútvonal

1994-ben Essenben az Európai Tanács jóváhagyott egy listát a 14 TEN-T "különleges" projektről, és létrehozott egy csoportot, melynek elnöke, akkor a bizottság alelnöke, Henning Christophersen volt.
Az ajánlásokat követve 2003-tól a Karel Van Miert vezette magas szintű csoport összeállított egy új listát, és 30 kiemelt fontosságú projektet indított 2010-ig.
Az alábbi 30 kiemelt fontosságú projektet a 661/2010/EU határozat III. melléklete tartalmazza; a térképek a PDF-változatban is megtekinthetők.
1. A Berlin–Verona / Milánó–Bologna–Nápoly–Messina–Palermo vasúti tengely (térkép)
2. A Párizs–Brüsszel–Köln–Amszterdam–London nagysebességű vasúti tengely (térkép)
3. A délnyugat-európai nagysebességű vasúti tengely (térkép)
4. A keleti nagysebességű vasúti tengely (térkép)
5. A Rotterdam–Zevenaar-vasútvonal (térkép)
6. A Lyon–Trieszt–Divača / Koper–Divača–Ljubljana–Budapest–Ukrán határ vasúti tengely (térkép)
7. Az Igumeníca / Patras–Athén–Szófia–Budapest autópálya tengely (térkép)
8. A Portugália/Spanyolország-Európa többi része multimodális tengely között (térkép)
9. A Cork–Dublin–Belfast–Stranraer vasúti tengely (térkép)
10. A Milánó-Malpensai repülőtér (térkép)
11. Az Øresund híd (térkép)
12. Az északi vasúti/közúti háromszög tengely (térkép)
13. Az Egyesült Királyság / Írország / Benelux közúti tengely (térkép)
14. A nyugati parti fővonal (térkép)
15. A Galileo műholdas rendszer (térkép)
16. A Sines/Algeciras–Madrid–Párizs teherszállító vasúti tengely (térkép)
17. A Párizs–Strasbourg–Stuttgart–Bécs–Pozsony vasúti tengely (térkép)
18. A Rajna / Mosel–Majna–Duna belvízi tengely (térkép)
19. A nagysebességű vasúti vonalak kölcsönös átjárhatósága az Ibériai-félszigeten (térkép)
20. A Femer-Bælt vasúti tengely (térkép)
21. Tengeri gyorsforgalmi utak (térkép)
22. Az Athén–Szófia–Budapest–Bécs–Prága– Nürnberg / Drezda vasúti tengely (térkép)
23. A Gdansk–Varsó–Brno / Pozsony-Bécs vasúti tengely (térkép)
24. A Lyon / Genova–Basle–Duisburg–Rotterdam / Antwerpen vasúti tengely (térkép)
25. A Gdansk–Brno / Pozsony-Bécs közúti tengely (térkép)
26. Az Írország/Egyesült Királyság/kontinentális Európa vasúti/közúti tengely (térkép)
27. A „Rail Baltica”: a Varsó–Kaunas–Riga–Tallinn–Helsinki tengely (térkép)
28. Az „Eurocaprail”: a Brüsszel–Luxembourg–Strasbourg vasúti tengely (térkép)
29. A Jón/Adria intermodális folyosó vasúti tengelye (térkép)
30. A Szajna–Schelde belvízi út (térkép)

## Finanszírozás
A transzeurópai hálózatok finanszírozására jelenleg az alábbi jogszabályok vonatkoznak:
- Az Európai Parlament és a Tanács 680/2007/EK rendelete (2007. június 20.) a transzeurópai közlekedési és energiahálózatok területén történő közösségi pénzügyi támogatás nyújtásának általános szabályairól[6]
- Az Európai Parlament és a Tanács 67/2010/EK rendelete (2009. november 30.) a közösségi pénzügyi támogatás a transzeurópai hálózatok területén történő nyújtásának általános szabályairól[7]

A finanszírozás jelentős mértékben függ a beruházó országoktól. További finanszírozási források közé tartoznak a regionális alapok és a Kohéziós Alap, a TEN-T költségvetés, a hitelek a nemzetközi pénzügyi intézményektől (pl. az Európai Beruházási Bank), és a magánfinanszírozás.